# Areografia
A geografia astronômica ou areografia é o estudo da superfície de planetas sólidos como Vênus, Marte e Mercúrio. Também é o estudo dos satélites que certos planetas possuem, caso da Lua de nossa Terra. Ainda são estudos incipientes devido a falta, ou poucos dados que se tem sobre os planetas e satélites do Sistema Solar. A geografia de Marte, no entanto, já esta relativamente conhecida. Estes estudos geográficos são realizados por equipes multidisciplinares.
Por vezes o termo areografia aplica-se somente à geografia de Marte.